# Redukce řádu
Redukce řádu je v matematice technika pro řešení lineárních obyčejných diferenciálních rovnic druhého řádu. Používá se, když známe jedno řešení {\displaystyle y_{1}(x)}, a potřebujeme najít druhé lineárně nezávislé řešení {\displaystyle y_{2}(x)}. Metodu lze použít i pro rovnice n-tého řádu. V tomto případě lze kvalifikovaným odhadem získat rovnici (n-1)-ho řádu pro {\displaystyle v}.

## Obyčejné lineární diferenciální rovnice druhého řádu

### Příklad
Uvažujme obecnou homogenní lineární obyčejnou diferenciální rovnici druhého řádu s konstantními koeficienty
{\displaystyle ay''(x)+by'(x)+cy(x)=0,\;}
kde {\displaystyle a,b,c} jsou reálné nenulové koeficienty, Navíc budeme předpokládat, že její charakteristická rovnice
{\displaystyle a\lambda ^{2}+b\lambda +c=0\;}
má vícenásobný kořen (tj., že diskriminant {\displaystyle b^{2}-4ac} se rovná 0). Z toho plyne
{\displaystyle \lambda _{1}=\lambda _{2}=-{\frac {b}{2a}}.}
Tedy jedno řešení původní diferenciální rovnice je
{\displaystyle y_{1}(x)=e^{-{\frac {b}{2a}}x}.}
Budeme hledat druhé řešení ve tvaru
{\displaystyle y_{2}(x)=v(x)y_{1}(x)\;}
kde {\displaystyle v(x)} je hledaná funkce. Protože {\displaystyle y_{2}(x)} musí vyhovovat původní obyčejné diferenciální rovnici, dosadíme řešení do rovnice a dostaneme
{\displaystyle a\left(v''y_{1}+2v'y_{1}'+vy_{1}''\right)+b\left(v'y_{1}+vy_{1}'\right)+cvy_{1}=0.}
Přeskládáním členů podle řádu derivace {\displaystyle v(x)} dostaneme
{\displaystyle \left(ay_{1}\right)v''+\left(2ay_{1}'+by_{1}\right)v'+\left(ay_{1}''+by_{1}'+cy_{1}\right)v=0.}
Protože víme, že {\displaystyle y_{1}(x)} je řešením původní úlohy, koeficient posledního termu se rovná nule. Navíc substitucí {\displaystyle y_{1}(x)} do koeficientu druhého termu dostaneme (pro tento koeficient)
{\displaystyle 2a\left(-{\frac {b}{2a}}e^{-{\frac {b}{2a}}x}\right)+be^{-{\frac {b}{2a}}x}=\left(-b+b\right)e^{-{\frac {b}{2a}}x}=0.}
Takže dostáváme
{\displaystyle ay_{1}v''=0.\;}
Protože {\displaystyle a} je nenulové (aby původní rovnice byla druhého řádu) a {\displaystyle y_{1}(x)} je exponenciální funkce, která nikdy nenabývá hodnoty nula, jednoduše dostáváme
{\displaystyle v''=0.\;}
Dvojí integrací dostaneme
{\displaystyle v(x)=c_{1}x+c_{2}\;}
kde {\displaystyle c_{1},c_{2}} jsou integrační konstanty. Nyní můžeme druhé řešení zapsat jako
{\displaystyle y_{2}(x)=(c_{1}x+c_{2})y_{1}(x)=c_{1}xy_{1}(x)+c_{2}y_{1}(x).\;}
Protože druhý term v {\displaystyle y_{2}(x)} je skalárním násobkem prvního řešení (a je tedy lineárně závislý), můžeme tento term zahodit, což dává výsledné řešení
{\displaystyle y_{2}(x)=xy_{1}(x)=xe^{-{\frac {b}{2a}}x}.}
Navíc můžeme dokázat, že druhé řešení {\displaystyle y_{2}(x)} nalezené touto metodou je lineárně nezávislé na prvním řešení výpočtem Wronskiánu
{\displaystyle W(y_{1},y_{2})(x)={\begin{vmatrix}y_{1}&xy_{1}\\y_{1}'&y_{1}+xy_{1}'\end{vmatrix}}=y_{1}(y_{1}+xy_{1}')-xy_{1}y_{1}'=y_{1}^{2}+xy_{1}y_{1}'-xy_{1}y_{1}'=y_{1}^{2}=e^{-{\frac {b}{a}}x}\neq 0.}
Tedy {\displaystyle y_{2}(x)} je druhé lineárně nezávislé řešení, které jsme hledali.

### Obecná metoda
Je-li dána obecná nehomogenní lineární diferenciální rovnice
{\displaystyle y''+p(t)y'+q(t)y=r(t)\,}
a jedno řešení {\displaystyle y_{1}(t)} homogenní rovnice [{\displaystyle r(t)=0}], zkusíme hledat řešení plné nehomogenní rovnice ve tvaru:
{\displaystyle y_{2}=v(t)y_{1}(t)\,}
kde {\displaystyle v(t)} je libovolná funkce. Tedy
{\displaystyle y_{2}'=v'(t)y_{1}(t)+v(t)y_{1}'(t)\,}
a
{\displaystyle y_{2}''=v''(t)y_{1}(t)+2v'(t)y_{1}'(t)+v(t)y_{1}''(t).\,}
Jestliže tyto jsou dosadíme za {\displaystyle y}, {\displaystyle y'} a {\displaystyle y''} v diferenciální rovnici, pak
{\displaystyle y_{1}(t)\,v''+(2y_{1}'(t)+p(t)y_{1}(t))\,v'+(y_{1}''(t)+p(t)y_{1}'(t)+q(t)y_{1}(t))\,v=r(t).}
Protože {\displaystyle y_{1}(t)} je řešení původní homogenní diferenciální rovnice, {\displaystyle y_{1}''(t)+p(t)y_{1}'(t)+q(t)y_{1}(t)=0}, můžeme se omezit na
{\displaystyle y_{1}(t)\,v''+(2y_{1}'(t)+p(t)y_{1}(t))\,v'=r(t)}
což je diferenciální rovnice prvního řádu pro {\displaystyle v'(t)} (redukce řádu). Vydělením výrazem {\displaystyle y_{1}(t)} dostaneme
{\displaystyle v''+\left({\frac {2y_{1}'(t)}{y_{1}(t)}}+p(t)\right)\,v'={\frac {r(t)}{y_{1}(t)}}}.
Integrační faktor: {\displaystyle \mu (t)=e^{\int ({\frac {2y_{1}'(t)}{y_{1}(t)}}+p(t))\mathrm {d} t}=y_{1}^{2}(t)e^{\int p(t)\mathrm {d} t}}.
Znásobením diferenciální rovnice integračním faktorem {\displaystyle \mu (t)} lze rovnici pro {\displaystyle v(t)} redukovat na
{\displaystyle {\frac {\mathrm {d} }{\mathrm {d} t}}(v'(t)y_{1}^{2}(t)e^{\int p(t)\mathrm {d} t})=y_{1}(t)r(t)e^{\int p(t)\mathrm {d} t}}.
Zintegrováním poslední rovnice dostaneme {\displaystyle v'(t)} obsahující jednu integrační konstantu. Dalším zintegrováním {\displaystyle v'(t)} dostaneme obecné řešení původní nehomogenní rovnice druhého řádu, které obsahuje dvě integrační konstanty, jak je očekáváno:
{\displaystyle y_{2}(t)=v(t)y_{1}(t)\,}.